# Kleine Cronesteinse of Knotterpolder
De Kleine Cronesteinse of Knotterpolder is een polder en een voormalig waterschap in de Nederlandse stad Leiden. Het waterschap was ontstaan in 1626, na de fusie van een vijftal kleine polders gelegen achter het huis Cronesteyn in de toenmalige gemeente Zoeterwoude en werd bemalen door de Knottermolen. Het waterschap was verantwoordelijk voor de vervening, drooglegging en later de waterhuishouding in de polders. In 1966 werd de polder door annexatie Leids grondgebied en in 1975 werd de stad ook eigenaar van de grond. Sinds 1982 is de polder ingericht als natuurrecreatiepark: Polderpark Cronesteyn.